# Quassia grandifolia
Quassia grandifolia är en bittervedsväxtart som först beskrevs av Adolf Engler, och fick sitt nu gällande namn av Nooteboom. Quassia grandifolia ingår i släktet Quassia och familjen bittervedsväxter. Inga underarter finns listade i Catalogue of Life.